# Afanasowo (rejon łotoszyński)
Afanasowo (ros. Афанасово) – wieś (dieriewnia) w Rosji, w obwodzie moskiewskim, w rejonie łotoszyńskim. W 2010 liczyła 106 mieszkańców.